# Korant

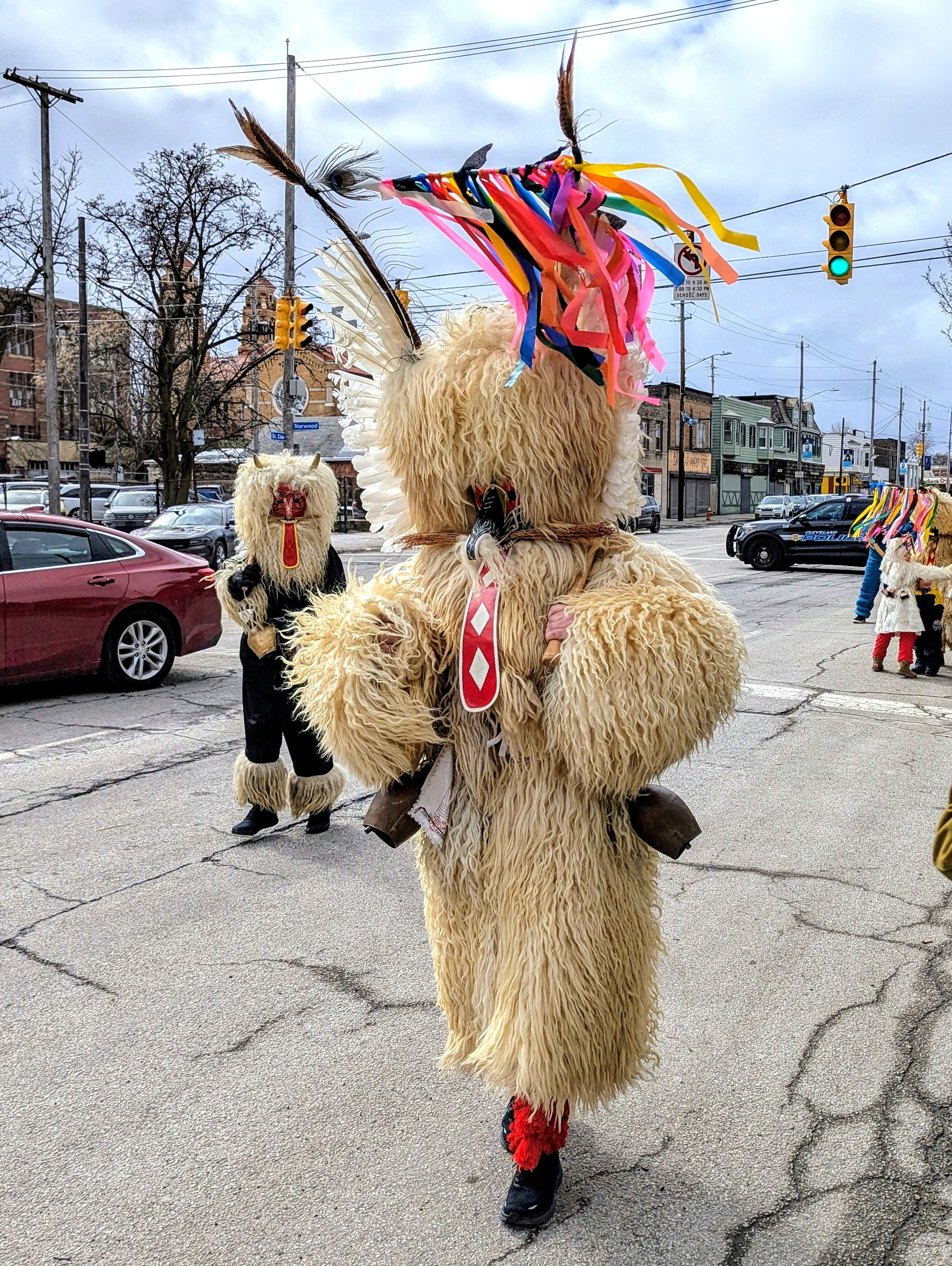
Korant in Cleveland (2025)

Der Korant oder Kurent ist eine Gestalt der slowenischen Folklore. Der in ein Schafsfell gehüllte, gutgesinnte Dämon soll ähnlich den alpenländischen Perchten den Winter austreiben. Seine Maske ist heute eng mit der ostslowenischen Stadt Ptuj verbunden, wo jährlich das Faschingsfest Kurentovanje stattfindet. Das traditionelle Ziehen von Tür zu Tür durch die Korant wurde 2017 von der UNESCO als immaterielles Kulturerbe anerkannt.

## Ursprung

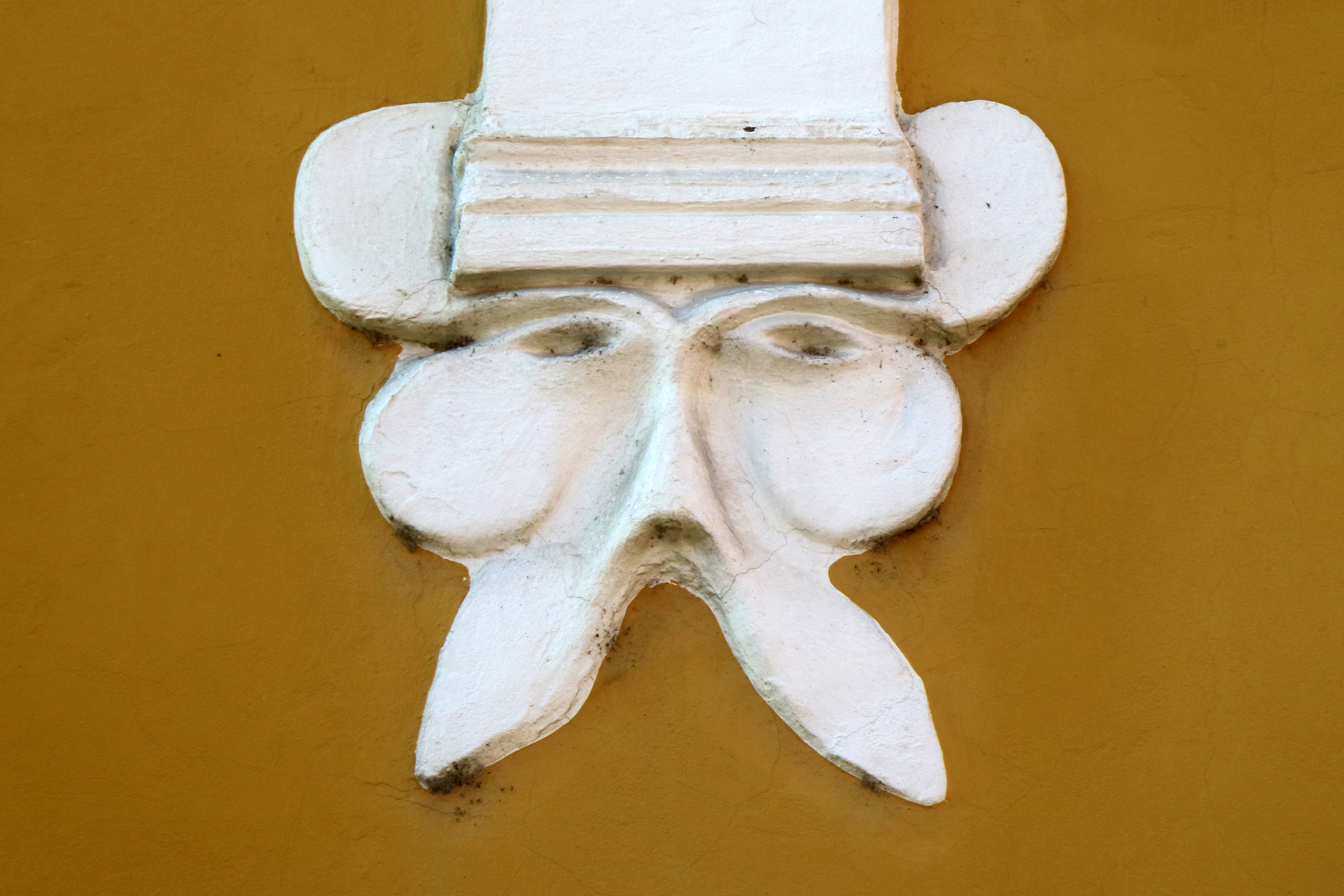
Stuckmaskenrelief aus dem 18. Jahrhundert in der Altstadt von Ptuj

Der Ursprung der beliebten Faschingsmaske ist nicht eindeutig geklärt. Laut ethnographischer Forschung könnte sie bereits aus keltisch-illyrischer Zeit stammen oder im 6. Jahrhundert mit den Slawen in die Gegend um Ptuj gekommen sein. Anderen Theorien zufolge handelt es sich dabei um eine Überlieferung von Uskoken, welche das Draufeld im 15. und 16. Jahrhundert besiedelten. Wieder andere vermuten darin eine authentische Maske aus dem Draufeld. Der Ethnologe Niko Kuret sieht den Korant in einer Reihe mit rund 100 verschiedenen anderen Fellmasken im Raum zwischen Bulgarien und Süddeutschland bzw. der Schweiz. Vergleichbare Brauchtumsmasken werden etwa in der Međimurje (Lampe), in Mohács (Busójárás) und in Bulgarien (Kukeri) getragen.
Die ältesten bekannten Korant-Darstellungen finden sich an zwei Gebäuden in der Jadranska ulica in der Altstadt von Ptuj. Die Fassade beider im späten 18. Jahrhundert errichteten Häuser zieren insgesamt elf weiß gestrichene Pilaster aus Stuck, die von stilisierten Masken gestützt werden. Der ursprüngliche, von Ethnologen bevorzugt verwendete Begriff Korant entwickelte sich mit der zunehmenden Verlagerung des Brauchtums von den Dörfern des Draufeldes in die Stadt Ptuj und der Entstehung des Kurentovanje zu Kurent.

## Maske

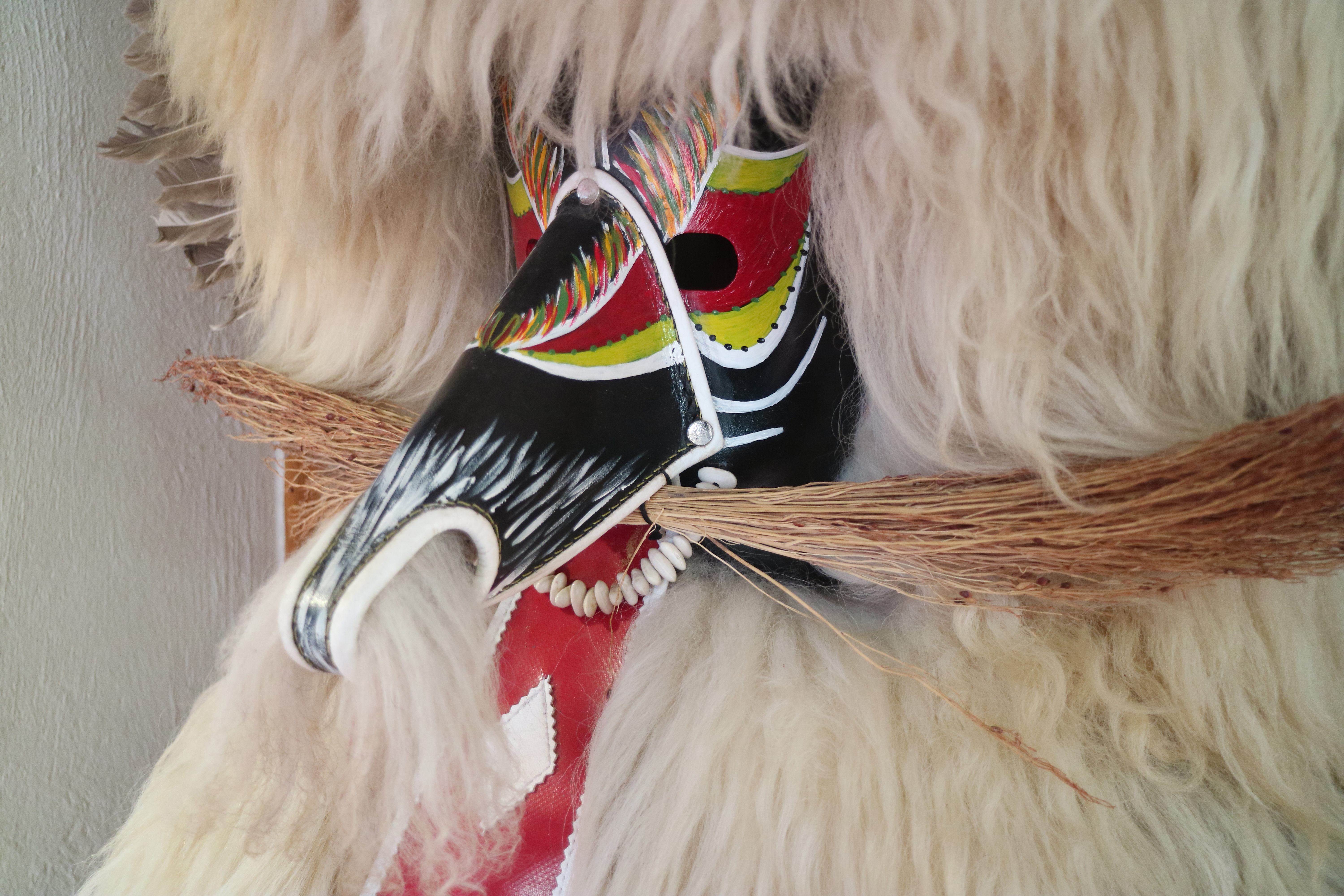
Gesichtsmaske aus Leder

Das typische Gewand des Korant heißt Korantija oder Kurentija und besteht im Wesentlichen aus hellem Schafsfell und einer Kopfbedeckung mit Gesichtsmaske. Der Kopfschmuck war bis um 1930 von Lederohren geprägt, die später durch Truthahn- oder Gänsefedern ersetzt wurden. Große Hörner aus Leder oder Filz wichen zwei senkrechten Stäben, die mit bunten Papierbändern umflochten sind. Dazu werden hohe schwarze Schuhe oder Stiefel mit roten oder grünen Gamaschen oder Wollsocken getragen. Die Gesichtsmaske aus Leder verfügt über ausgeschnittene Mund- und Augenöffnungen, die mit roter und gelber Farbe umrahmt sind. Darauf aufgenäht sitzen eine lederne Rüsselnase und ein Schnurrbart aus Borsten oder Reisig. Die Zähne bestehen aus aufgefädelten weißen Bohnen, eine lange rote Zunge aus Stoff oder Leder. An einer Kette um die Taille trägt der Korant bis zu fünf Kuhglocken, traditionell gehört auch eine mit Igelhaut bespannte Holzkeule zur Ausstattung. Insgesamt entwickelte sich das Erscheinungsbild der Maske mit der Zeit vom Dämonisch-Erschreckenden hin zum Freundlich-Verspielten. Heute beherrschen bloß noch wenige Meister die Anfertigung einer Korantija, die üblicherweise per Hand erfolgt und mehrere Wochen in Anspruch nehmen kann. Je nach Materialwahl, Felldichte und Größe der Glocken kann das Kostüm mehr als 40 Kilogramm wiegen.

## Brauchtum
Seine Aufgabe als Vertreiber böser Geister und des Winters sowie als Bringer von Frühling und Fruchtbarkeit erfüllt der Korant in Gruppen, die in der Zeit zwischen Mariä Lichtmess und Aschermittwoch von Haus zu Haus ziehen. Dabei bilden die Korant mit einem oder mehreren Teufeln einen Kreis um die Hausbesitzer, springen und tanzen und läuten mit ihren Glocken. Die Besuchten beschenken ihre Glücksbringer mit Speisen wie hausgemachter Wurst, Mädchen stecken ihnen als Zeichen der Ehrerbietung Taschentücher an die Verkleidung. Dieses Brauchtum entstand in den Dörfern des Draufeldes, im Haloze und in den Windischen Büheln und hielt später Einzug in das regionale Zentrum Ptuj. Bis nach dem Zweiten Weltkrieg war es jungen, unverheirateten Männern vorbehalten und führte vor dem Hintergrund des Korant als Träger lokaler Identität und der Verbrüderung innerhalb einzelner Dörfer nicht selten zu gewaltsamen Auseinandersetzungen. An eine solche gemahnt etwa das Bild Mrtvi kurent („Toter Kurent“, 1955) des bekannten Künstlers France Mihelič.
Nachdem der Korant längst zum bekanntesten Maskottchen der Stadt Ptuj geworden war, wurde das Brauchtum der „Tür-zu-Tür-Runden“ im Dezember 2017 im Rahmen einer UNESCO-Tagung auf Jejudo als immaterielles Kulturerbe anerkannt. Hervorgehoben wurden dabei sein „Beitrag zur Stärkung zwischenmenschlicher Beziehungen“ und seine „Schlüsselrolle bei der Schaffung der regionalen Identität“. Die Mitarbeit von Kindergärten und Grundschulen sorge außerdem dafür, dass bereits den Kleinsten Respekt vor dem Brauchtum beigebracht wird. Über die Anforderungen an einen Korant sagte Aleš Ivančič, Vorsitzender des Verbandes der Kurent-Vereine (Zveza društev kurentov), Folgendes:

„Die Kenntnis historischer Fakten und Traditionen sowie der Wunsch, das kulturelle Erbe zu erhalten, sind die Grundlagen eines echten Kurents. Ein Kurent oder Korant zu sein bedeutet, Gutes zu verbreiten, alles Böse zu vertreiben – das geht nur mit Gutherzigkeit und reiner Energie.“

## Kurentovanje
Seine internationale Bekanntheit verdankt der Korant dem seit 1960 in Ptuj stattfindenden Faschingsfest Kurentovanje. Wurde anfangs nur ein Umzug am Faschingssonntag veranstaltet, weitete sich das Fest im Laufe der Jahrzehnte auf zehn Tage aus. Heute zählt es bis zu 100.000 Besucher und gilt als meistbesuchte Karnevalsveranstaltung im erweiterten Alpenraum. Neben den traditionellen Korant, denen üblicherweise eine Woche vor Aschermittwoch ein eigener Tag gewidmet ist, treten dabei zahlreiche weitere Masken in Erscheinung.